# Chris Klug
Christopher Jeffries „Chris“ Klug (* 18. November 1972 in Vail, Colorado) ist ein ehemaliger US-amerikanischer Snowboarder, der vorrangig in den Disziplinen Riesenslalom, Parallelslalom sowie Parallelriesenslalom startete. Sein größter Erfolg war der Gewinn der Bronzemedaille im Parallelriesenslalom bei den Olympischen Winterspielen 2002 in Park City. Damit wurde er der erste Athlet der olympischen Geschichte, der nach einer Organtransplantation eine Medaille gewinnen konnte.

## Werdegang
Klug wuchs in unmittelbarer Nähe zum Mount Bachelor in Zentraloregon auf, wo er schon im Alter von sieben Jahren bei Amateurwettbewerben im Snowboard startete. Während er in Bend die Mountain View High School besuchte, wurde er 1989 US-amerikanischer Juniorenmeister im Slalom und Super-G, sodass er in der Folge bereits als High-School-Sophomore an professionellen Wettkämpfen teilnahm. So gewann er als 16-jähriger ein Rennen in Hunter Mountain, womit ihm eine Gewinnsumme von 4.000 US$ zuteilwurde. Den Schritt zum Vollprofi vollbrachte er nach erfolgreichem Schulabschluss im Jahr 1991. Im gleichen Jahr wurde bei ihm eine Primär sklerosierende Cholangitis diagnostiziert, weshalb er fortan auf einer Warteliste für eine Lebertransplantation geführt wurde. Dennoch nahm er in den folgenden Jahren weiterhin an Wettbewerben auf höchstem Niveau teil.
Am 6. Dezember 1996 debütierte Klug nach Angaben der FIS in Sestriere im Snowboard-Weltcup und belegte dabei den achten Rang im Riesenslalom. Im restlichen Saisonverlauf erreichte er regelmäßig gute Platzierungen, darunter stellten die fünften Plätze in Lenggries sowie im heimischen Mount Bachelor seine besten Saisonergebnisse dar. Während er in der Saison international lediglich im Riesenslalom startete, kürte er sich 1997 auf nationaler Ebene zum US-amerikanischen Meister im Slalom. Im Winter 1997/98 gewann er im Schweizer Grächen seinen ersten Weltcup sowie wenige Wochen später am Mount Bachelor seinen ersten Continental-Cup-Sieg. Im Februar nahm er an den Olympischen Winterspielen 1998 in Nagano teil, wo er im Riesenslalom den sechsten Rang erreichte. Die Saison schloss er auf dem neunten Platz in der Riesenslalom-Wertung sowie auf Rang 36 im Gesamtweltcup ab.
Am 28. Juli 2000 bekam Klug in Denver eine neue Leber transplantiert, die sein Körper gut annahm. Bereits vier Monate später kehrte er zum Weltcup-Zirkus zurück und beendete seinen ersten Wettkampf nach dem operativen Eingriff auf dem achten Rang. Mitte Januar 2000 gelang ihm in Berchtesgaden im Parallel-Riesenslalom sein zweiter Weltcupsieg. Rund ein Jahr später gewann er im italienischen Kronplatz erneut im Weltcup. Mit weiteren guten Ergebnissen im Weltcup 2000/01 schloss er die Saison auf dem 14. Platz der Gesamtweltcupwertung ab, was seine beste Gesamtplatzierung darstellt. Sein größter sportlicher Erfolg feierte er bei den Olympischen Winterspielen 2002 in Salt Lake City, wo er bereits mit seiner Teilnahme als erster Athlet nach einer Organtransplantation Geschichte schrieb. Klug startete im Parallel-Riesenslalom, der im Park City Mountain Resort in Park City ausgetragen wurde. Nachdem er als Außenseiter startete, verhinderte erst ein Sturz im Halbfinale seine Teilnahme am Big Final. Stattdessen trat er im kleinen Finale gegen Nicolas Huet an, den er besiegen und somit die Bronzemedaille gewinnen konnte. Klug war der erste Medaillengewinner, der mit einer Spenderleber an den Spielen teilnahm. Als Identifikationsfigur nimmt Klug seit dem eine wichtige Stellung ein. Bei den US Transplant Games 2002 wurde er ausgewählt, die Fackel zu entzünden, um die Spiele zu eröffnen.
Bei den Snowboard-Weltmeisterschaften 2003 in Kreischberg erreichte Klug als Siebter im Parallel-Riesenslalom sein zweitbestes Ergebnis bei einer Weltmeisterschaft. Im Parallel-Slalom belegte er Platz 27. Zwar war er mit drei Continental-Cup-Siegen in Folge im November 2004 gut in die Saison gestartet, doch zwang ihn ein im Januar 2005 gebrochenes Schlüsselbein zum vorzeitigen Saisonende. Bei den Olympischen Winterspielen 2010 erzielte Klug mit dem siebten Rang im Parallel-Riesenslalom erneut ein starkes Ergebnis. Es war seine dritte und letzte Teilnahme an olympischen Winterspielen. Wenige Wochen später gewann er in Steamboat Springs seinen ersten Parallel-Slalom im Nor-Am Cup. Sein letztes Weltcup-Rennen absolvierte er am 16. Dezember 2010 in Telluride, wo er Rang 27 erreichte.
Sowohl bei den Winter-X-Games 2016 als auch bei den Winter-X-Games 2018, die jeweils in Aspen (Colorado) stattfanden, gewann er gemeinsam mit Henry Meece die Goldmedaille beim Special Olympics Dual Slalom.
Bereits im Jahr 2004 gründete Klug seine Stiftung Chris Klug Foundation um Aufmerksamkeit auf Organ- und Gewebespende zu befördern. Darüber hinaus hat die Stiftung das Ziel, das Leben von Spender sowie Organempfänger qualitativ zu verbessern. Außerdem ist er Immobilieneigentümer der klugproperties, Buchautor sowie Motivationstrainer.

## Erfolge

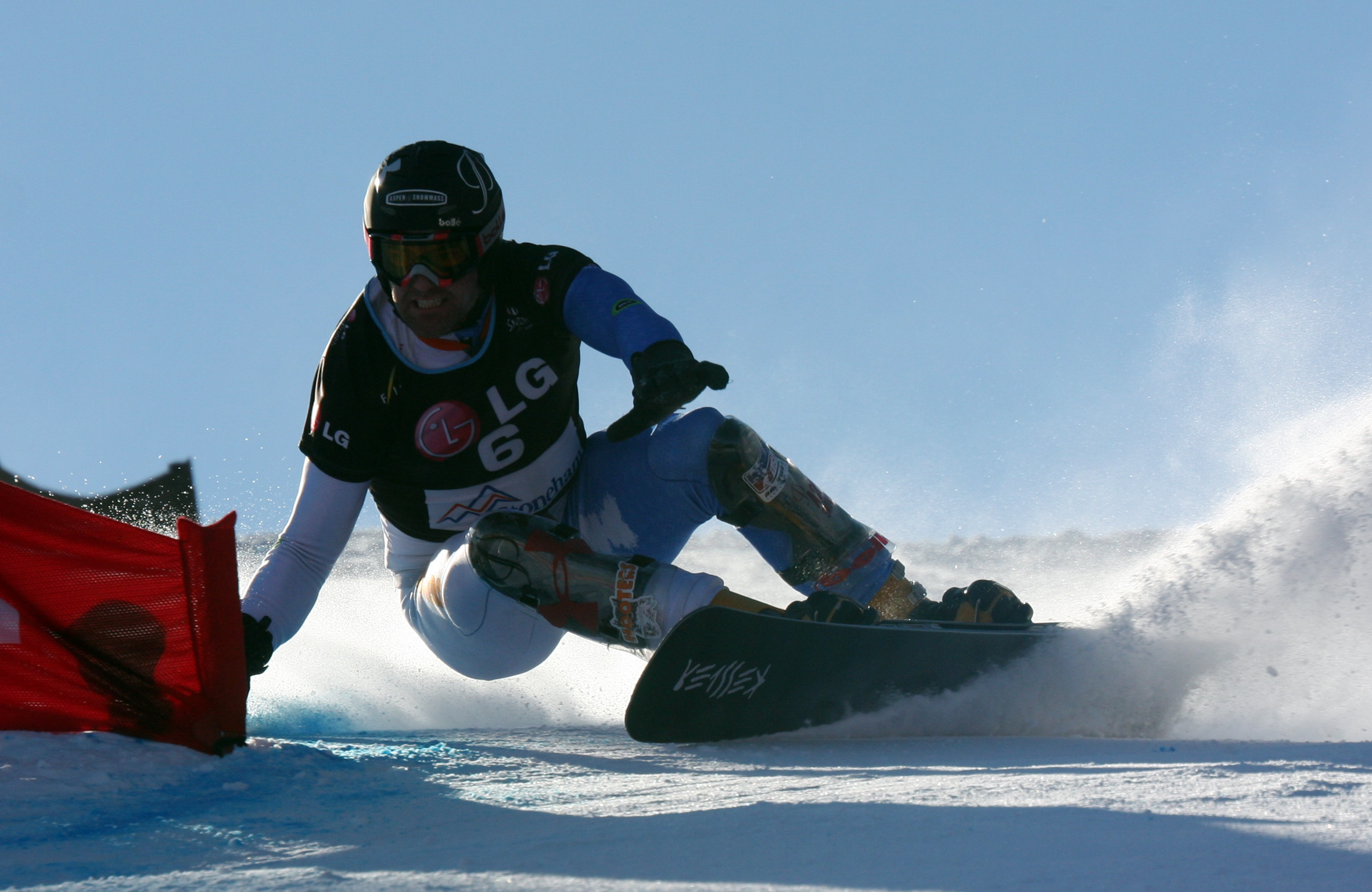
Klug beim Weltcup-Rennen in Stoneham

### Weltcup-Siege im Einzel
| Nr. | Datum           | Ort           | Disziplin             |
| --- | --------------- | ------------- | --------------------- |
| 01. | 9. Januar 1998  | Grächen       | Riesenslalom          |
| 02. | 14. Januar 2000 | Berchtesgaden | Parallel-Riesenslalom |
| 03. | 17. Januar 2001 | Kronplatz     | Parallel-Riesenslalom |

### Continental-Cup-Siege im Einzel
| Nr. | Datum             | Ort               | Disziplin             | Serie      |
| --- | ----------------- | ----------------- | --------------------- | ---------- |
| 01. | 24. Januar 1998   | Mount Bachelor    | Riesenslalom          |            |
| 02. | 7. Januar 2000    | Breckenridge      | Riesenslalom          |            |
| 03. | 17. Dezember 2000 | Okemos            | Riesenslalom          |            |
| 04. | 12. Januar 2001   | Copper Mountain   | Riesenslalom          | Nor-Am Cup |
| 05. | 20. November 2003 | Copper Mountain   | Parallel-Riesenslalom | Nor-Am Cup |
| 06. | 20. März 2004     | Breckenridge      | Parallel-Riesenslalom | Nor-Am Cup |
| 07. | 15. November 2004 | Copper Mountain   | Parallel-Riesenslalom | Nor-Am Cup |
| 08. | 21. November 2005 | Copper Mountain   | Parallel-Riesenslalom | Nor-Am Cup |
| 09. | 22. November 2005 | Copper Mountain   | Parallel-Riesenslalom | Nor-Am Cup |
| 10. | 15. November 2007 | Copper Mountain   | Riesenslalom          | Nor-Am Cup |
| 11. | 27. März 2010     | Steamboat Springs | Parallel-Slalom       | Nor-Am Cup |

## Statistik

### Teilnahmen an Olympischen Winterspielen
| Jahr und Ort        | Riesenslalom | Parallel-RS |
| ------------------- | ------------ | ----------- |
| 1998 Nagano         | 06.          | –           |
| 2002 Salt Lake City | –            | 03.         |
| 2010 Vancouver      | –            | 07.         |

### Teilnahmen an Snowboard-Weltmeisterschaften
| Jahr und Ort              | Riesenslalom | Parallel-RS | Parallel-Slalom |
| ------------------------- | ------------ | ----------- | --------------- |
| 2001 Madonna di Campiglio | 06.          | 34.         | DSQ             |
| 2003 Kreischberg          | –            | 07.         | 27.             |
| 2005 Whistler             | –            | 15.         | 27.             |
| 2007 Arosa                | –            | 21.         | 34.             |
| 2009 Gangwon              | –            | 23.         | 22.             |

### Weltcup-Gesamtplatzierungen
| Saison  | Gesamt | Gesamt | Parallel | Parallel | Riesenslalom | Riesenslalom |
| Saison  | Platz  | Punkte | Platz    | Punkte   | Platz        | Punkte       |
| ------- | ------ | ------ | -------- | -------- | ------------ | ------------ |
| 1996/97 | 049.   | 0247   | –        | –        | 011.         | 2470         |
| 1997/98 | 036.   | 0261   | –        | –        | 009.         | 2608         |
| 1999/00 | 017.   | 0514   | 018.     | 1542     | 009.         | 2520         |
| 2000/01 | 014.   | 0592   | –        | –        | 009.         | 1240         |
| 2001/02 | –      | –      | 007.     | 1268     | 033.         | 0024         |
| 2002/03 | –      | –      | 018.     | 2628     | –            | –            |
| 2003/04 | –      | –      | 015.     | 2954     | –            | –            |
| 2004/05 | –      | –      | 025.     | 1125     | –            | –            |
| 2005/06 | 100.   | 0974   | 029.     | 0974     | –            | –            |
| 2006/07 | 052.   | 1226   | 024.     | 1226     | –            | –            |
| 2007/08 | 073.   | 1116   | 025.     | 1116     | –            | –            |
| 2008/09 | 085.   | 0957   | 026.     | 0957     | –            | –            |
| 2009/10 | 046.   | 1390   | 020.     | 1390     | –            | –            |
| 2010/11 | –      | –      | 059.     | 0045     | –            | –            |